# Bracia Marx na Dzikim Zachodzie
Bracia Marx na Dzikim Zachodzie (ang. Go West) – amerykański film komediowy z 1940 roku. W rolach głównych wystąpiła grupa aktorów, znanych jako Bracia Marx.

## Opis fabuły
Rok 1870. S. Quentin Quale pragnie dostać się na Dziki Zachód, by dorobić się tam fortuny. Problemem jest brak pieniędzy na bilet. Na dworcu kolejowym spotyka dwóch braci – Rusty'ego i Joego Panello, od których próbuje wyłudzić potrzebną sumę. Jednak bracia nie tylko nie dają się nabrać, ale jeszcze kradną Quentinowi wszystko, co posiadał...

## Główne role
- Groucho Marx – S. Quentin Quale
- Chico Marx – Joseph Panello
- Harpo Marx – Rusty Panello
- John Carroll – Terry Turner
- Diana Lewis – Eve Wilson
- Walter Woolf King – John Beecher
- Robert Barrat – Red Baxter